# Rhaesus
Rhaesus is een kevergeslacht uit de familie van de boktorren (Cerambycidae). De wetenschappelijke naam van het geslacht werd voor het eerst geldig gepubliceerd in 1875 door Motschulsky.

## Soorten
Rhaesus is monotypisch en omvat slechts de volgende soort:
- Rhaesus serraticollis (Motschulsky, 1838)